# جوجولیون
جوجولیون (ژاپنی: ジョジョリオン هپبورن: Jojolion) یک مجموعه سینن مانگا ژاپنی از مجموعه‌های بزرگتر ماجراجویی عجیب و غریب جوجو است که توسط هیروهیکو آراکی نوشته و مصورسازی شده‌است. از ماه مه ۲۰۱۱ توسط شوئیشا در مجلهٔ اولترا جامپ سریال‌سازی شده‌است و از اکتبر ۲۰۲۰ در ۲۴ تانکوبون جمع‌آوری شده‌است.

## تولید
جوجولیون توسط هیروهیکو آراکی نوشته و تصویرگری شده‌است. اولین بار در مجلهٔ اولترا جامپ انتشارات شوئیشا در تاریخ ۱۹ مه ۲۰۱۱ برگزار شد.